# Róza Déryné Széppataki
Istvánné Róza Déry Széppataki (nascuda Schekenbach, més tard Rozália Schenbach) (Jászberény, comtat de Jász-Nagykun-Szolnok, 23 de desembre, 1793 – Miskolc, comtat de Borsod-Abaúj-Zemplén, 29 de setembre, 1872), va ser la primera cantant d'òpera hongaresa, l'actriu més popular de l'època del teatre ambulant, germana de Johanna Széppata. Va aconseguir el seu major èxit com a soubrette cantant.

## Biografia
Va néixer com a filla de József Schekenbach i Anna Ridl, i va ser batejada el 27 de desembre de 1793 a Jászberény. La seva mare la va col·locar a Pest, amb el cantor del centre de la ciutat Rothkrepf, perquè aprengués alemany, i va ser aquí on va entrar en contacte amb la interpretació.

Hi va haver un escenari rudimentari a la "Hacker-házban" de Pest, on la companyia hongaresa de Cluj va fer actuacions. Com a espectadora, Róza va participar sovint en aquestes, i va ser llavors quan va decidir fer-se actriu. Va sol·licitar-ho al director Ádám Láng, però no va tenir èxit. Després, van fer una obra de teatre a l'escola amb el fill del seu amfitrió, Gábor Mátray, que va ser tot un èxit. La seva mare, en saber la notícia que la seva filla volia ser actriu, va viatjar a Pest i se la va emportar a casa. Va intentar dissuadir-la d'actuar durant un any i mig, i finalment van acordar que la Róza tindria un període de prova d'un any, durant el qual podria decidir si realment volia ser actriu. Va tornar a Pest, on es va traslladar a una caserna amb la parella Murányi. András Fáy va escriure sobre ella així: 
| « | "Era una noia prima i pàl·lida, a qui en aquell moment teníem por de l'agitació, però més tard va créixer a una mida bonica. Pel seu discurs ronc, ningú sospitaria de la veu encantadora amb la qual després va encantar el seu públic". | » |

L'any 1810, va signar un contracte amb la segona companyia de teatre hongaresa, que en aquell moment actuava a la sala de ball de Hacker, l'anomenada Hackerszála. Aquí també va estudiar interpretació i cant, i després va canviar el seu nom pel de Széppataki, a proposta del director d'escena József Benke. El 29 de març de 1810 va actuar per primera vegada a Hamlet, on interpretava a una dama de la cort. Aquest any, va decidir no tornar a casa, sinó continuar la seva formació com a actriu. Al principi, era una mica descuidada i, a més, hi havia molt per millorar en la seva interpretació escènica. L'1 de febrer de 1813, István Déry es va casar amb ella a l'església parroquial de Pest del centre, però com que el seu marit la maltractava sovint, vivien separats, però no es van divorciar legalment. El seu marit es va retirar dels escenaris el 1817 i es va convertir en un secretari senyorial de l'Hisenda, i va morir el gener de 1862.
L'any 1812 l'edifici de la Rondella va ser adquirit per actors hongaresos, però va ser enderrocat l'any 1815, motiu pel qual els membres de la comparsa es van dispersar. La primera època de la carrera de Déryné va acabar amb la seva marxa de Pest, i després de la dissolució de la companyia, va cantar a Eger i Miskolc. A la tardor de 1819, va signar un contracte amb la companyia de teatre itinerant de Dávid Kilényi, representat a Székesfehérvár, Szombathely, i després a Komárom. Va ser popular fins i tot en aquest període.

El desembre de 1823 va acceptar la invitació a Cluj, i l'endemà de la seva arribada, durant el primer entreacte de l'actuació, va interpretar una ària de la composició Magyarhűség . Quan va sortir a l'escenari, ningú va aplaudir. Els aplaudiments es van retardar pel costum local, ja que només el governador podia iniciar-lo. La senyora Déryn recorda l'esdeveniment així: 
| « | "La governadora (...) es va inclinar fora de la seva caixa, va baixar les mans sobre el públic i va començar a aplaudir fort!" En aquell moment, com a senyal, totes les lògies, seients tancats, galeries... així que va seguir una terrible tempesta d'aplaudiments. Això sí, la música es va aturar perquè els tres aplaudiments van durar molt de temps. (...) la música va tornar a començar i vaig començar a cantar. S'hauria d'haver escoltat quan tothom era lliure d'expressar els seus sentiments o aprovació com volgués! Es van escoltar aplaudiments per totes bandes per cada paraula per la qual s'interessava la pàtria, heroïsme, lleialtat, totes les tempestes que van trencar tantes barreres. Em van cridar diverses vegades després de cantar. Això era una raresa aquí". | » |

Pál Wass, un periodista de Cluj, va descriure a Déryne així en un article contemporani: "La persona mateixa no era gaire bonica, de fet estava deformada i sobretot tenia la boca terriblement gran, però era molt bona al teatre, i la seva veu era molt, molt clara i agradable." Déryné va ser una convidada benvinguda fins i tot als cercles més prestigiosos de Cluj-Napoca, el seu comportament relaxat va impressionar a tothom. Aquí va fer trenta anys, el seu nom ja s'havia convertit en concepte, va ser la primera prima donna hongaresa.
El 27 de desembre va interpretar Emmelina a l'obra de cant Svájci család , i els actors van ser rebuts per un ple. A la primavera de 1825, el teatre va fer aparicions com a convidada a Nagyenyed, Marosvásárhely, Zalatna i Abrudbánya. El paper principal en el comitè de gestió de tres membres del teatre de Cluj-Napoca va pertànyer a Dánie P. Horváth, que va començar a cortejar a Déryne ferotgement. En una ocasió, li va oferir a Déryne 1.000 HUF per un petó, que la prima dona va rebutjar indignada. Com a resultat, els papers destinats a Déryne van ser assignats a altres actrius. Déryné va presentar una carta de renúncia, però Horváth va ser acomiadat. A la primavera de 1826 van actuar com a convidada a Nagyvárad, i a l'estiu van actuar a Szeben i Brasov. Déryné també va ser la més popular de Sibiu, actuant en 18 obres. Va rebre una oferta de feina a l'Òpera de Viena, que va rebutjar. La seva feina de convidada a Brasov es va prolongar, s'hi van quedar des de mitjans de juliol fins al 5 de novembre, van presentar, entre d'altres, El barber de Sevilla, Otello, i com a premi a Déryné, l'obra cantant Medea i Jason.
L'artista tenia molts fans, es van fer retrats i poemes d'ella, i les millors obres es van comprar. Segons Pál Szilágyi, Déryné creia en la interacció, en la cohesió de la companyia, mentre que Szilágyi creia principalment en l'encant individual de Déryné. L'any 1826, la temporada va començar tard, el 14 de desembre es va presentar l'òpera de Mozart Don Giovanni, en la qual interpretava Donna Anna, i el 16, Péter és Pált, on interpretava Lisbet. El 1827 es va traslladar al carrer Belső-Farkas. Hi va haver 13 representacions al gener, 12 al febrer, 13 al març, 8 a l'abril i 13 al maig, 27 de les quals eren òperes. El 19 de maig de 1827 es va acomiadar del públic de Cluj-Napoca en el paper de Desdèmona. La companyia va abandonar la ciutat, que no va poder donar suport als seus actors.
A principis de la tardor de 1827, van fer aparicions com a convidats a Subotica, Pécs i Székesfehérvár. El Barber de Sevilla, representada el 27 d'octubre, va ser tot un èxit. A l'hivern, van actuar a Kassa, Miskolc, Eperjes, Sárospatak, Debrecen, i finalment a Nagyvárad, romanent a aquesta darrera ciutat durant cinc mesos. Des del 7 d'agost de 1828 van actuar en bones condicions fins al 21 de desembre, quan van tornar a Debrecen. Se'ls va demanar que s'instal·lessin a Kassa amb la promesa d'un suport financer garantit i van acceptar l'oferta. Els principals membres de la tropa eren Szentpéteri, Udvarhelyi, Pály, Szerdahelyi, Megyeri, Szilágyi i Déryné. Van actuar a Debrecen l'hivern de 1829, després a Kassa fins al maig de 1830, després de la qual van fer una llarga gira, al final de la qual van actuar com a convidats a Cluj. Va ser una gran alegria per al públic de Cluj-Napoca i la comparsa. Es van fer 24 actuacions en cinc setmanes. El públic hauria esbroncat els actors, però la companyia estava lligada a Kassa pel seu contracte. Déryné també va rebre una carta d'invitació des de Bucarest, en la qual se li deia que l'acollia amb calor i que podia esperar un gran èxit. L'actriu tampoc va poder acceptar aquesta oferta i va tornar a Kassa amb els seus companys.
L'any següent va ser pobre en esdeveniments teatrals. L'estiu de 1832, la companyia va anar a Bánság, va fer unes quantes actuacions a Arad i després va fer una aparició convidada a Timișoara. Al secretari en cap li va costar acceptar aquesta última compareixença, però va quedar impressionat amb l'obra El barber de Sevilla. El 2 de juny de 1833 es va presentar a Cluj una actuació titulada A lengyel király házassága, Déryné va interpretar Eliszka. Segons el diari Honművész: "Déryné interpreta Eliszka, una meravellosa combinació de la famosa cantant i actriu". L'article, que també es pot qualificar de crítica rudimentària, diu: "Per als actors que no vesteixen millor al nostre país, publiquem el vestit de la senyora Déryné". La descripció detallada es va fer no només a causa de les actrius que van prestar menys atenció a la seva aparició a l'escenari, sinó que el culte a Déryné va ser tan gran que la seva indumentària va influir en la moda de l'època.
L'11 de juny va interpretar a Augusta a la comèdia "Deixa que els morts descansin en pau", segons els comentaris, i el 30 de juliol va interpretar a Amália a la funció "Déryné-Amália. Potser és aquí on va donar l'obra mestra del seu art», podem llegir a Honművész. Després de l'aparició de convidats a Cluj, van anar a Nagyvárad, on van actuar d'agost a setembre, després la companyia es va dividir en dos, una meitat va tornar a Kassa amb Déryne i l'altra meitat va fitxar per Buda. Aquests últims els trobava a faltar la companyia, no només pels actors, sinó també pel públic. Aleshores es va publicar un article en què la Déryne va ser atacada per primera vegada, ja que la seva veu cantant havia disminuït i interpretava papers per als quals ja era massa gran.
El 30 d'agost de 1834, Bánk bánt va ser presentada a Cluj, on va interpretar a Déryné Melinda. El 4 d'octubre va llegir un poema breu que va escriure als seus mecenes: "Si us plau, somriu-me aquí, / Passo moltes hores feliços aquí, / Encara que el meu destí em crida lluny, / Però tornaré de nou".
Va tornar a Kassára, però aviat va tornar a la carretera, perquè la "Kassai Dal-és Színésztársaság" estava en procés de ser dissolta. No obstant això, no va trobar el seu lloc enlloc, va actuar més a Balassagyarmat, Debrecen, Buda i Kassa. El maig de 1836, finalment va tornar a Transsilvània, i una carta privada va aparèixer a Honművész: "El dia 14 va arribar l'estimada Déryné. Hauries d'haver vist l'entusiasme!" El 23 de maig es va posar en escena l'obra Norma, Déryné va interpretar el personatge principal, segons un article, en aquesta actuació va demostrar que és la primera entre les cantants hongareses. El 29 de maig va aparèixer a l'escenari com a Romeo a l'obra Romeu i Julieta. El 6 d'agost, va interpretar una noia capritxosa a l'actuació "Megosztott szív", i després va captivar el públic en el paper d'una dona d'esperit fort al drama "Hazajövetel".
El 1837, va signar un contracte amb el Teatre Nacional de Pest, però la crítica va qualificar la seva obra com a obsoleta, així que va deixar la ciutat a l'octubre i va anar a Kassa, i després va actuar a Nagyvárad. El novembre de 1838, l'Erdélyi Híradó de Cluj-Napoca va publicar una carta del seu corresponsal de Pest sobre Déryne, en la qual al·ludia al fet que l'artista era sempre rebuda amb els braços oberts a Transsilvània. El maig de 1839 va tornar a Cluj, el dia 26 va actuar a l'obra Norma, davant d'un ple. No obstant això, a Sapho de Gounod, representada el 20 de juny, va interpretar a Melitta, de 16 anys, i la crítica no la va deixar sense una paraula, ja que Déryné ja tenia 46 anys en aquell moment. L'actuació de Beatrice di Tenda va ser un gran èxit, al final del primer acte, Déryne va ser aplaudida en veu alta, i se li va obsequiar amb una cistella de plata amb teixit de roses, una sucrera i un anell d'or. Es va tornar a representar el 4 d'agost, l'obra es va interrompre constantment per aplaudiments, semblava que la celebració era més important per al públic de Cluj-Napoca que l'obra en si.
El setembre de 1839 es va publicar a Honművész l'article titulat Lendvayné i Déryné Kolozsvárt,, en el qual, en comparar les dues artistes, Déryné va rebre dures crítiques. L'actriu es va sentir tan ofesa que l'actuació anunciada per al setembre es va cancel·lar perquè no volia actuar. El públic de Cluj, qualificat de parcial per l'article, també es va indignar. La senyora Déryné no va voler actuar més, però finalment - arran de moltes peticions - va tornar als escenaris.
Va tornar a Nagyvárad el 6 d'octubre. El març de 1840, la companyia va tornar a actuar a Cluj, actuant tretze vegades al maig. Va assumir el govern intern el 10 de desembre, però no va aconseguir fitxar els grans artistes. Va deixar Cluj el maig de 1841.
Va tornar a anar a Pest, la seva interpretació es va considerar acceptable, però no li van trobar papers anomenats "dolorosos i desesperats". Més tard, van aparèixer diversos articles mordaços, un dels quals deia que Déryné va interpretar un dels papers perquè va ser elogiada per això. El 16 de gener de 1842 va actuar a Cluj-Napoca a la L'elisir d'amore i després al Regélő tárcában. Diversos diaris van cobrir l'esdeveniment, però el seu mal actuar, li va valer nous atacs de premsa. Va viatjar a Torda, després a Szamosújvár, i a la tardor es va quedar a Máramarossziget, on va conèixer Teréz Karacs i li va dir que continuava treballant per pagar els seus deutes. Al desembre, va aparèixer en un conjunt de cant i recitant a Cluj, que va anar bé, però va fracassar en l'obra anomenada Jer ide. La crítica va aixecar feliçment el cap quan Déryné com Caterina II de Rússia va catuar a Kekyenc, però després va interpretar una noia ingènua que no s'adaptava ni a la seva figura ni a la seva edat. El març de 1843, Prielle Kornélia va arribar a Cluj i la va conèixer, totes dues pertanyien a la tropa Kilényi en aquell moment. A l'abril, Déryné va escriure una carta a András Bartay, el director del Teatre Nacional d'aquella època, demanant feina, però no calia. Va actuar a Marosvásárhely i després a Brasov, on va ser aplaudida. L'actuació de Beatrice di Tenda a Brasov no va ser un gran èxit, potser per això, Déryné va perdre la paciència i va abandonar la companyia. Va actuar amb una tropa insignificant a Székelyudvarhely, després va anar a Des. L'abril de 1844, un cantant tocà a Cluj-Napoca, començant el juny a Vásárhely, i més tard a Torda i Nagybánya. El 12 de gener de 1845, va actuar com a Gervaise com a membre de Cluj, i finalment va començar a interpretar a dones grans de mitjana edat. El 15 de març de 1845, l'obra anunciada com la seva darrera representació va ser l'obra Követtällen. Després d'això, és impossible saber exactament on va anar. A principis de 1846, era a Szeged, després va actuar a Debrecen, on va ser esbroncada, els diaris feien bromes sobre ella, fent-li la pregunta: vol actuar a l'escenari?
El 1847 es va acomiadar de l'escenari i va tornar amb el seu marit. István Déry va morir el gener de 1862, quan es va instal·lar amb la seva germana Johanna. Va actuar per darrera vegada l'any 1868, als premis d'Ákos Egressy, i va ser portada a l'escenari en braços.
Róza Déryné Széppataki va morir a Miskolc el 29 de setembre de 1872, als 78 anys.

## A la seva memòria
- La seva memòria es conserva amb el premi Déryné
- Déryné Cukrászda, situat a la cantonada de Krisztina körút i Roham utca, porta el seu nom en un dels districtes de Krisztinaváros de Budapest amb una llarga història.
- Un tram de la carretera 3609 a Bőcsön porta el seu nom
- Un carrer del districte de Győrszentiván de Győr va rebre el seu nom
- El maig de 1957, un carrer abans sense nom del barri de Kisgát de Kaposvár va rebre el seu nom.
- El planeta menor 554704 Széppataki conserva el seu nom.[5]

## Rols més importants
- Marcsa (Hirschfeld: Tündérkastély Magyarországon))
- Gurli (Kotzebue: Indusok Angliában)
- Liszli (Clauren: Alpesi rózsa)
- Melinda (Katona J.: Bánk bán, a l'estrena)
- Thisbe (Cui: Angelo)
- Emelina (Weigl: A svájci család)
- Rosina (Rossini: El barber de Sevilla)
- Agatha (Weber: El caçador furtiu)
- Donna Anna (Mozart: Don Giovanni)
- Romeu (Bellini: Romeu i Julieta)

## Les seves traduccions
- A negyven esztendős férfi, comèdia en 1 acte després de Kotzebue (interpretada a Pest el 28 d'octubre de 1811), * Ó rajzolat, comèdia en 1 acte el 7 de març de 1812 al mateix lloc)
- Kis czigány leány, espectacle en 4 actes després de Kotzebue (14 de febrer de 1813 i 1814 al mateix lloc)
- Májusi nap, espectacle en 5 actes (26 de juny de 1814 al mateix lloc)
- Jelva (Yelva) az orosz árva vagy a szmolenszki nagy égés, un drama en 3 parts Scribe desenvolupat per Prix Adolf (Miskolc, 14 de gener de 1832. Buda, 1 de novembre de 1834)
- A tizenhatéves királyné vagy Krisztina szerelme és lemondása, drama en 2 actes després de Hell Tivadar (Kassán 25 de gener de 1835 Budan 11 de maig), Mitjanit, drama en 5 actes, traduït del francès per J. W. Lembert d'alemany (Kassán el 5 de febrer de 1835, 26 d'octubre de 1839, a Debrecen el 30 de maig de 1835, a Nagyvárad l'1 de setembre de 1835, a Buda el 9 de febrer de 1836, al teatre nacional de Pest el 16 de desembre de 1837)
- Aranyműves leányka, disseny moral del primer període en 2 actes de Károly Blum (Budán, 6 d'octubre de 1836)
- Jó barátok, espectacle en 4 actes de Ziegler (Cluj, 9 de juliol de 1836)
- Paulina, espectacle en 5 actes de Franul Janka Weissenthurn; manuscrit al Teatre Nacional)